# Бугаївська сільська рада (Ізюмський район)
Буга́ївська сільська́ ра́да — адміністративно-територіальна одиниця та орган місцевого самоврядування в Ізюмському районі Харківської області. Адміністративний центр — село Бугаївка.

## Загальні відомості
- Територія ради: 84,28 км²
- Населення ради: 1 623 особи (станом на 2001 рік)
- Територією ради протікає річка Сухий Ізюмець.

## Населені пункти
Сільській раді були підпорядковані населені пункти:
- с. Бугаївка
- с. Попасне
- с. Розсохувате
- с. Сухий Яр
- с. Чорнобаївка

### Колишні населені пункти
- Голубівка
- Гороховатка
- Залізний Яр

## Склад ради
Рада складалася з 16 депутатів та голови.
- Голова ради: Дикань Олександр Вікторович
- Секретар ради: Льовіна Людмила Миколаївна

### Керівний склад попередніх скликань
| Прізвище, ім'я, по батькові | Основні відомості                                                                                  | Дата обрання | Дата звільнення |
| --------------------------- | -------------------------------------------------------------------------------------------------- | ------------ | --------------- |
| Льовіна Людмила Миколаївна  | Сільський голова, 1967 року народження, позапартійна                                               | 26.03.2006   | 31.10.2010      |
| Ліснича Світлана Миколаївна | Сільський голова, 1961 року народження, освіта вища, позапартійна                                  | 31.10.2010   | 16.12.2012      |
| Дикань Олександр Вікторович | Сільський голова, 1967 року народження, освіта вища, член Всеукраїнського об'єднання «Батьківщина» | 16.12.2012   |                 |

Примітка: таблиця складена за даними сайту Верховної Ради України

### Депутати
За результатами місцевих виборів 2010 року депутатами ради стали:

#### За суб'єктами висування
| Суб'єкт висування | Кількість обраних депутатів | %   |
| ----------------- | --------------------------- | --- |
| Самовисування     | 16                          | 100 |

#### За округами
| № округу | Прізвище, ім'я, по батькові     | Дата визнання обраним | Освіта  | Партійна приналежність                        | Відомості про обраного депутата                                                 |
| -------- | ------------------------------- | --------------------- | ------- | --------------------------------------------- | ------------------------------------------------------------------------------- |
| 1        | Ровчак Олена Миколаївна         | 02.11.2010            | вища    | позапартійна                                  | Бугаївська амбулаторія загальної практики — сімейної медицини, лікар-стоматолог |
| 2        | Тригубський Ігор Анатолійович   | 02.11.2010            | середня | позапартійний                                 | Бугаївський НВК, водій                                                          |
| 3        | Пелих Клавдія Іванівна          | 02.11.2010            | середня | позапартійна                                  | СК «Восток», обліковець                                                         |
| 4        | Тарасенко Дмитро Вікторович     | 02.11.2010            | вища    | позапартійний                                 | СК "Восток, ветеринарний лікар                                                  |
| 5        | Широкорад Василь Федорович      | 02.11.2010            | вища    | позапартійний                                 | СК «Восток», головний зоотехнік                                                 |
| 6        | Хиленко Людмила Василівна       | 02.11.2010            | вища    | член Всеукраїнського об'єднання «Батьківщина» | Бугаївський НВК, вчитель української мови                                       |
| 7        | Льовіна Людмила Миколаївна      | 02.11.2010            | вища    | позапартійна                                  | Бугаївська с/рада, сільський голова                                             |
| 8        | Головенко Олександр Миколайович | 02.11.2010            | вища    | позапартійний                                 | СК «Восток», головний інженер                                                   |
| 9        | Бородай Марія Гервасіївна       | 02.11.2010            | середня | позапартійна                                  | СК «Восток», різноробоча                                                        |
| 10       | Рибалко Людмила Олександрівна   | 02.11.2010            | середня | позапартійна                                  | СК «Восток», телятниця                                                          |
| 11       | Корзун Любов Марківна           | 02.11.2010            | середня | позапартійна                                  | СК «Восток», завідувачка складом                                                |
| 12       | Турко Олександр Валерійович     | 02.11.2010            | середня | позапартійний                                 | Бугаївська сільська рада, головний бухгалтер                                    |
| 13       | Жданюк Іван Дмитрович           | 02.11.2010            | середня | позапартійний                                 | СК «Восток», механізатор                                                        |
| 14       | Заспенко Юлія Геннадіївна       | 02.11.2010            | середня | позапартійна                                  | Бугаївський НВК, техпрацівник                                                   |
| 15       | Сениджук Юрій Миколайович       | 02.11.2010            | середня | позапартійний                                 | СК «Восток», завідувач МТФ № 5                                                  |
| 16       | Гончаренко Олена Миколаївна     | 02.11.2010            | середня | позапартійна                                  | Бугаївський ВПЗ, поштар                                                         |

## Населення
Згідно з переписом УРСР 1989 року чисельність наявного населення сільської ради становила 1393 особи, з яких 655 чоловіків та 738 жінок.
За переписом населення України 2001 року в сільській раді мешкало 1612 осіб.

### Мова
Розподіл населення за рідною мовою за даними перепису 2001 року:
| Мова       | Відсоток |
| ---------- | -------- |
| українська | 93,35 %  |
| російська  | 5,73 %   |
| білоруська | 0,80 %   |